# Bob Hurley
Robert Matthew "Bob" Hurley, más conocido como Bob Hurley (Jersey City, Nueva Jersey, 3 de julio de 1947) es un exentrenador de baloncesto estadounidense. Desde el año 1972 hasta 2017 entrenó al equipo de St. Anthony High School. En el año 2010 fue nombrado miembro del Basketball Hall of Fame. Es el padre del exjugador y también entrenador de baloncesto Bobby Hurley.